# Стар Трек: Оригиналният сериал (сезон 3)
Третият и последен сезон на американския научнофантастичен телевизионен сериал Стар Трек, създаден от Джийн Родънбъри, е премиерно излъчен по NBC на 20 септември 1968 г. и завършва на 3 юни 1969 г. Състои се от 24 епизода. Той включва Уилям Шатнър в ролята на капитан Джеймс Т. Кърк, Ленърд Нимой като Спок и ДеФорест Кели като Ленърд Маккой.

## История на излъчване
Това е първият сезон, който се излъчва, след като NBC мести сериала от 22:00 ч. в петък вечер. Последният епизод е излъчен във вторник, 3 юни 1969 г. в 19:30 ч.

## Актьорски състав
- Уилям Шатнър – капитан Джеймс Т. Кърк, командващ USS Ентърпрайз
- Ленърд Нимой – командир Спок, научен офицер и първи офицер (т.е. втори по командване) на кораба, получовек/полувулканец
- ДеФорест Кели – лейтенант-командир д-р Ленърд "Боунс" Маккой, главният медицински офицер на кораба
- Джеймс Доуън – лейтенант-командир Монтгомъри Скот, главен инженер на Ентърпрайз и втори офицер (т.е. трети по командване)
- Нишел Никълс – лейтенант Нийота Ухура, офицер по комуникациите на кораба
- Джордж Такей – лейтенант Хикару Сулу, рулеви на кораба
- Уолтър Кьониг – мичман Павел Чеков, роден в Русия навигатор, представен в премиерния епизод от втория сезон
- Мейджъл Барет – медицинска сестра Кристин Чапъл, главна медицинска сестра на кораба (също озвучава компютъра на кораба.)
- Еди Паски – лейтенант Лесли

## Епизоди
| № | #  | Заглавие                                           | Режисура           | Сценарий                        | Първо излъчване   | Първо излъчване   | Рейтинг (в милиони) |
| --- | -- | -------------------------------------------------- | ------------------ | ------------------------------- | ----------------- | ----------------- | ------------------- |
| 56 | 1  | Spock's Brain                                      | Марк Даниълс       | Джийн Л. Куун                   | 20 септември 1968 | 20 септември 1968 | Неизвестно          |
| Капитан Кърк преследва извънземни, които са откраднали мозъка на Спок. |    |                                                    |                    |                                 |                   |                   |                     |
| 57 | 2  | The Enterprise Incident                            | Джон Мередит Лукас | Д. С. Фонтана                   | 27 септември 1968 | 27 септември 1968 | Неизвестно          |
| Екипажът на Ентърпрайз се опитва да открадне Ромуланско маскиращо устройство. |    |                                                    |                    |                                 |                   |                   |                     |
| 58 | 3  | The Paradise Syndrome                              | Джъд Тейлор        | Маргарет Армън                  | 4 октомври 1968   | 4 октомври 1968   | Неизвестно          |
| Мистериозно извънземно устройство на планета с предимно индианска култура изтрива паметта на капитан Кърк и той започва живот с тях като част от тяхното племе. |    |                                                    |                    |                                 |                   |                   |                     |
| 59 | 4  | And the Children Shall Lead                        | Марвин Хомски      | Едуард Джей Лаксо               | 11 октомври 1968  | 11 октомври 1968  | Неизвестно          |
| Екипажът на Ентърпрайз спасява група деца, държани на планета, заедно с техния зъл „въображаем“ приятел. |    |                                                    |                    |                                 |                   |                   |                     |
| 60 | 5  | Is There in Truth No Beauty?                       | Ралф Сененски      | Джейн Лисет Аросте              | 18 октомври 1968  | 18 октомври 1968  | Неизвестно          |
| Ентърпрайз пътува с извънземен посланик, който трябва да бъде изолиран от другите, защото появата му причинява лудост. |    |                                                    |                    |                                 |                   |                   |                     |
| 61 | 6  | Spectre of the Gun                                 | Винсънт МакИйвити  | Джийн Л. Куун                   | 25 октомври 1968  | 25 октомври 1968  | Неизвестно          |
| За навлизане в извънземен свят, капитан Кърк и неговите спътници са принудени да възпроизведат известната престрелка в Окей Корал като да бъдат на губещата страна. |    |                                                    |                    |                                 |                   |                   |                     |
| 62 | 7  | Day of the Dove                                    | Марвин Хомски      | Джеръм Биксби                   | 1 ноември 1968    | 1 ноември 1968    | Неизвестно          |
| Извънземна енергийно-базирана форма на живот, която се храни с негативни емоции (като страх, гняв, омраза) вкарва екипажа на Ентърпрайз в брутален конфликт с клингоните. |    |                                                    |                    |                                 |                   |                   |                     |
| 63 | 8  | For the World Is Hollow and I Have Touched the Sky | Тони Лидър         | Хендрик Волартс                 | 8 ноември 1968    | 8 ноември 1968    | Неизвестно          |
| Докато Маккой открива, че умира от нелечима болест, екипажът на Ентърпрайз се втурва да спре астероид от сблъсъка със свят на Федерацията, когато става, че астероидът всъщност е маскиран извънземен кораб. Те намират цяла цивилизация, живееща в кораба, която вярва, че всъщност са на планета, и диктаторски „Оракул“, който забранява всеки опит да се разбере истината. |    |                                                    |                    |                                 |                   |                   |                     |
| 64 | 9  | The Tholian Web                                    | Хърб Уолърщайн     | Джуди Бърнс, Чет Ричардс        | 15 ноември 1968   | 15 ноември 1968   | Неизвестно          |
| Капитан Кърк е хванат между измеренията, докато Ентърпрайз е в капан от източваща енергия мрежа, изплетена от мистериозни извънземни. Епизодът от две части на Стар Трек: Ентърпрайз "In a Mirror, Darkly" служи като продължение на този епизод. |    |                                                    |                    |                                 |                   |                   |                     |
| 65 | 10 | Plato's Stepchildren                               | Дейвид Александър  | Майър Долински                  | 22 ноември 1968   | 22 ноември 1968   | Неизвестно          |
| Екипажът на Ентърпрайз се сблъсква с неостаряваща и пакостлива раса от хуманоиди екстрасенси, които твърдят, че са организирали обществото си около древногръцките идеали. |    |                                                    |                    |                                 |                   |                   |                     |
| 66 | 11 | Wink of an Eye                                     | Джъд Тейлор        | Джийн Л. Куун                   | 29 ноември 1968   | 29 ноември 1968   | Неизвестно          |
| Невидими „пътуващи във времето“ извънземни превземат Ентърпрайз и се опитват да отвлекат екипажа за използване като „генетичен запас“. |    |                                                    |                    |                                 |                   |                   |                     |
| 67 | 12 | The Empath                                         | Джон Ерман         | Джойс Мъскат                    | 6 декември 1968   | 6 декември 1968   | Неизвестно          |
| Докато посещават обречена планета, наземният екип е подложен на мъчителни експерименти от емпатична раса. |    |                                                    |                    |                                 |                   |                   |                     |
| 68 | 13 | Elaan of Troyius                                   | Джон Мередит Лукас | Джон Мередит Лукас              | 20 декември 1968  | 20 декември 1968  | Неизвестно          |
| Докато транспортира арогантна, взискателна разглезена принцеса за политически брак, капитан Кърк трябва да се справи както с нейната биохимична способност да го принуди да я обича, така и да саботира кораба му. |    |                                                    |                    |                                 |                   |                   |                     |
| 69 | 14 | Whom Gods Destroy                                  | Хърб Уолърщайн     | Лий Ъруин, Джери Сол            | 3 януари 1969     | 3 януари 1969     | Неизвестно          |
| Капитан Кърк посещава психиатрично заведение и се изправя срещу луд капитан на космически кораб, който вярва, че е предопределен да контролира вселената. |    |                                                    |                    |                                 |                   |                   |                     |
| 70 | 15 | Let That Be Your Last Battlefield                  | Джъд Тейлор        | Джийн Л. Куун                   | 10 януари 1969    | 10 януари 1969    | Неизвестно          |
| Ентърпрайз прибира последните двама оцелели от разкъсана от война планета, които все още са посветени да се унищожат един друг на борда на кораба. |    |                                                    |                    |                                 |                   |                   |                     |
| 71 | 16 | The Mark of Gideon                                 | Джъд Тейлор        | Джордж Ф. Слейвин, Стенли Адамс | 17 януари 1969    | 17 януари 1969    | Неизвестно          |
| Пренаселена раса от извънземни отвлича Кърк, за да разреши проблема си. |    |                                                    |                    |                                 |                   |                   |                     |
| 72 | 17 | That Which Survives                                | Хърб Уолърщайн     | Д. С. Фонтана                   | 24 януари 1969    | 24 януари 1969    | Неизвестно          |
| Екипажът на Ентърпрайз посещава изоставен пост, охраняван от мистериозен компютър. |    |                                                    |                    |                                 |                   |                   |                     |
| 73 | 18 | The Lights of Zetar                                | Хърб Кенуит        | Джеръми Тарчър, Шари Люис       | 31 януари 1969    | 31 януари 1969    | Неизвестно          |
| Странни, базирани на енергия извънземни форми на живот заплашват станцията Мемори Алфа и екипажа на Ентърпрайз. |    |                                                    |                    |                                 |                   |                   |                     |
| 74 | 19 | Requiem for Methuselah                             | Мъри Голдън        | Джеръм Биксби                   | 14 февруари 1969  | 14 февруари 1969  | Неизвестно          |
| Екипажът на Ентърпрайз се натъква на безсмъртен човек, който живее като отшелник на собствената си планета. |    |                                                    |                    |                                 |                   |                   |                     |
| 75 | 20 | The Way to Eden                                    | Дейвид Александър  | Д. С. Фонтана, Артър Хайнеман   | 21 февруари 1969  | 21 февруари 1969  | Неизвестно          |
| Ентърпрайз е отвлечен от лекар престъпник и неговите лоялни хипи-подобни последователи, които се опитват да намерят рая. |    |                                                    |                    |                                 |                   |                   |                     |
| 76 | 21 | The Cloud Minders                                  | Джъд Тейлор        | Дейвид Джеролд, Оливър Крауфод  | 28 февруари 1969  | 28 февруари 1969  | Неизвестно          |
| Кърк се състезава с времето, за да придобие минерали лек срещу чума от свят в разгара на гражданско въстание. |    |                                                    |                    |                                 |                   |                   |                     |
| 77 | 22 | The Savage Curtain                                 | Хършъл Дохърти     | Джийн Родънбъри                 | 7 март 1969       | 7 март 1969       | Неизвестно          |
| Извънземните принуждават Кърк и Спок да се бият с илюзорни злодеи в тест на доброто срещу злото. |    |                                                    |                    |                                 |                   |                   |                     |
| 78 | 23 | All Our Yesterdays                                 | Марвин Хомски      | Джейн Лисет Арост               | 14 март 1969      | 14 март 1969      | Неизвестно          |
| Кърк, Спок и Маккой са хванати в капан в миналото в свят, застрашен от нова. |    |                                                    |                    |                                 |                   |                   |                     |
| 79 | 24 | Turnabout Intruder                                 | Хърб Уолърщайн     | Джийн Родънбъри                 | 3 юни 1969        | 3 юни 1969        | Неизвестно          |
| Съзнанието на Кърк попада в капан в тялото на жена, решена да го убие и да поеме командването на кораба, докато обитава тялото му. |    |                                                    |                    |                                 |                   |                   |                     |